# Miconia roraimensis
Miconia roraimensis là một loài thực vật có hoa trong họ Mua. Loài này được Ule mô tả khoa học đầu tiên năm 1915.